# Taylorville (Nouvelle-Zélande)

Taylorville est une petite localité de l’Île du Sud de la Nouvelle-Zélande.

## Situation
Elle est localisée sur les berges du fleuve Grey.
Elle est située grossièrement à 10 kilomètres de l’embouchure du fleuve, qui est au niveau de la ville de Greymouth 